# Nikita Mikhailov
Nikita Vyacheslavovich Mikhailov (tiếng Nga: Никита Вячеславович Михайлов; sinh ngày 21 tháng 1 năm 1997) là một cầu thủ bóng đá người Nga thi đấu cho F.K. Rubin Kazan.
Anh ra mắt chuyên nghiệp tại Giải bóng đá chuyên nghiệp quốc gia Nga cho FC Rubin-2 Kazan vào ngày 24 tháng 7 năm 2014 trong trận đấu với F.K. Zenit-Izhevsk Izhevsk.